# Gastronomia d'Amèrica
La gastronomia d'Amèrica està formada per una varietat d'estils de preparació d'aliments al continent americà.

## Amèrica del Nord

Un plat de tacos a Oregon (Estats Units)

La cuina nord-americana consisteix en aliments nadius o populars en els països de l'Amèrica del Nord, com ara la cuina canadenca, l'estatunidenca i la mexicana. Les cuines nord-americanes mostren la influència de moltes cuines internacionals, especialment la cuina europea, i inclouen la cuina dels nadius nord-americans, la jueva, l'africana i l'asiàtica.
Com a terme geoculinari ampli, la cuina nord-americana abasta diverses cuines regionals. El terme "regional" és una mica ambigu, però, ja que, per exemple, la cuina mexicana s'aboca a la frontera cap a les "subcuines" tex-mex i mexi-cali, i les cuines de Michigan i Ontario tenen més coses en comú entre elles que amb les cuines de Manitoba o Iowa.
Entre els plats destacats hi trobem sopes de marisc, hamburgueses, hot dogs, pastissos de tipus pie, brownies, cupcakes als Estats Units, i a Mèxic tortillas, tacos, burritos, mole, guacamole i tamales.
Territoris:
- Gastronomia de Groenlàndia
- Gastronomia del Quebec
- Gastronomia del Canadà
- Gastronomia dels Estats Units
- Gastronomia de Mèxic

## Amèrica Central i Carib
Els territoris del Carib, tant els insulars com els continentals, són part majoritàriament de l'Amèrica Central. Dins la cuina centreamericana, doncs, s'hi engloba també la caribenya, de manera que abasta diverses cuines regionals. Novament, el terme "regional" és una mica ambigu, ja que, per exemple, la cuina de Puerto Rico pot diferir notablement de la cubana.
Entre els plats destacats hi trobem els casados de Costa Rica, la pupusa i el curtido d'El Salvador, el pastís tres leches de Nicaragua o la baleada d'Hondures.
Països:
- Gastronomia d'Antigua i Barbuda
- Gastronomia de les Bahames
- Gastronomia de Barbados
- Gastronomia de Belize
- Gastronomia de Costa Rica
- Gastronomia de Cuba
- Gastronomia de Dominica
- Gastronomia d'El Salvador
- Gastronomia de Guatemala
- Gastronomia de Guyana
- Gastronomia d'Haití
- Gastronomia d'Hondures
- Gastronomia de Jamaica
- Gastronomia de Nicaragua
- Gastronomia de Panamà
- Gastronomia de la República Dominicana
- Gastronomia de Trinitat i Tobago

## Amèrica del Sud

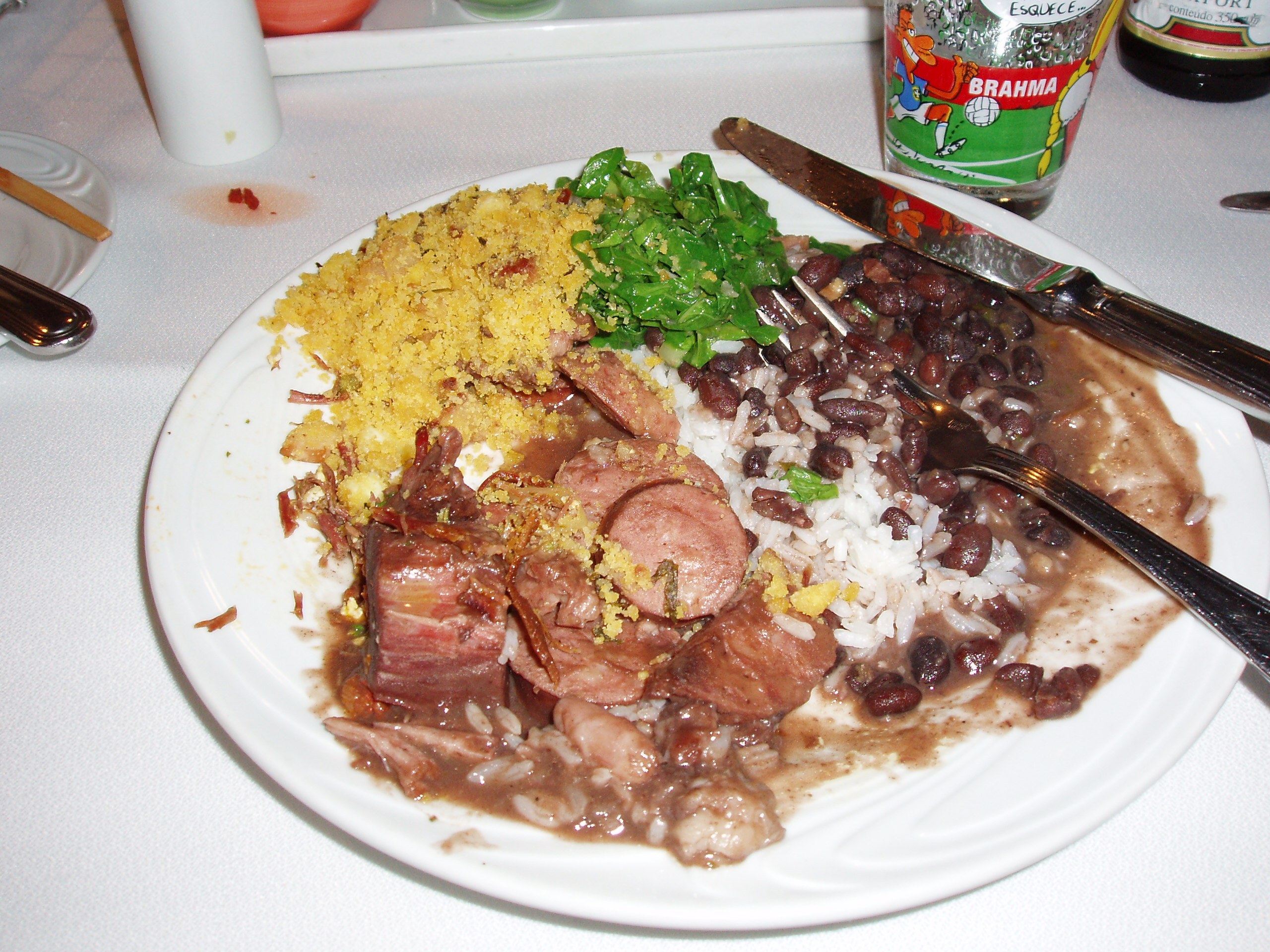
Una feijoada brasilera

Alguns dels productes més rics de la cuina sud-americana provenen del centre del continent, la conca amazònica. En països com el Perú, hi ha una forta influència dels incas i la seva cuina. Com a conseqüència d'això es cultiven sovint les patates, i també plantes com la quinoa. A la costa occidental de l'Amèrica del Sud es troba l'oceà Pacífic, que ofereix una gran varietat de marisc. També hi ha moltes planes en aquest continent, que són riques per cultivar aliments en abundància. A la regió de la Patagònia, al sud de l'Argentina, molta gent cria xais i cérvols. El cranc reial es captura normalment a l'extrem sud del continent. El krill antàrtic s'ha descobert recentment i ara es considera un plat exquisit. La tonyina i els peixos tropicals es capturen a tot el continent, però l'illa de Pasqua és un lloc on es troben en abundància. La llagosta també es captura en grans quantitats a l'arxipèlag Juan Fernández.
Entre els plats destacats hi trobem la parrilla, l'asado i l'alfajor de l'Argentina, el churrasco i la feijoada al Brasil o el ceviche al Perú.
Països:
- Gastronomia de l'Argentina
- Gastronomia de Bolívia
- Gastronomia del Brasil
- Gastronomia de Colòmbia
- Gastronomia de l'Equador
- Gastronomia de Guyana
- Gastronomia del Paraguai
- Gastronomia del Perú
- Gastronomia del Surinam
- Gastronomia de l'Uruguai
- Gastronomia de Veneçuela
- Gastronomia de Xile